# Denmark (Australien)
Der Ort Denmark liegt 423 Kilometer südsüdöstlich von Perth und etwa 50 Kilometer westlich von Albany am Südlichen Ozean im Bundesstaat Western Australia.

## Allgemeines

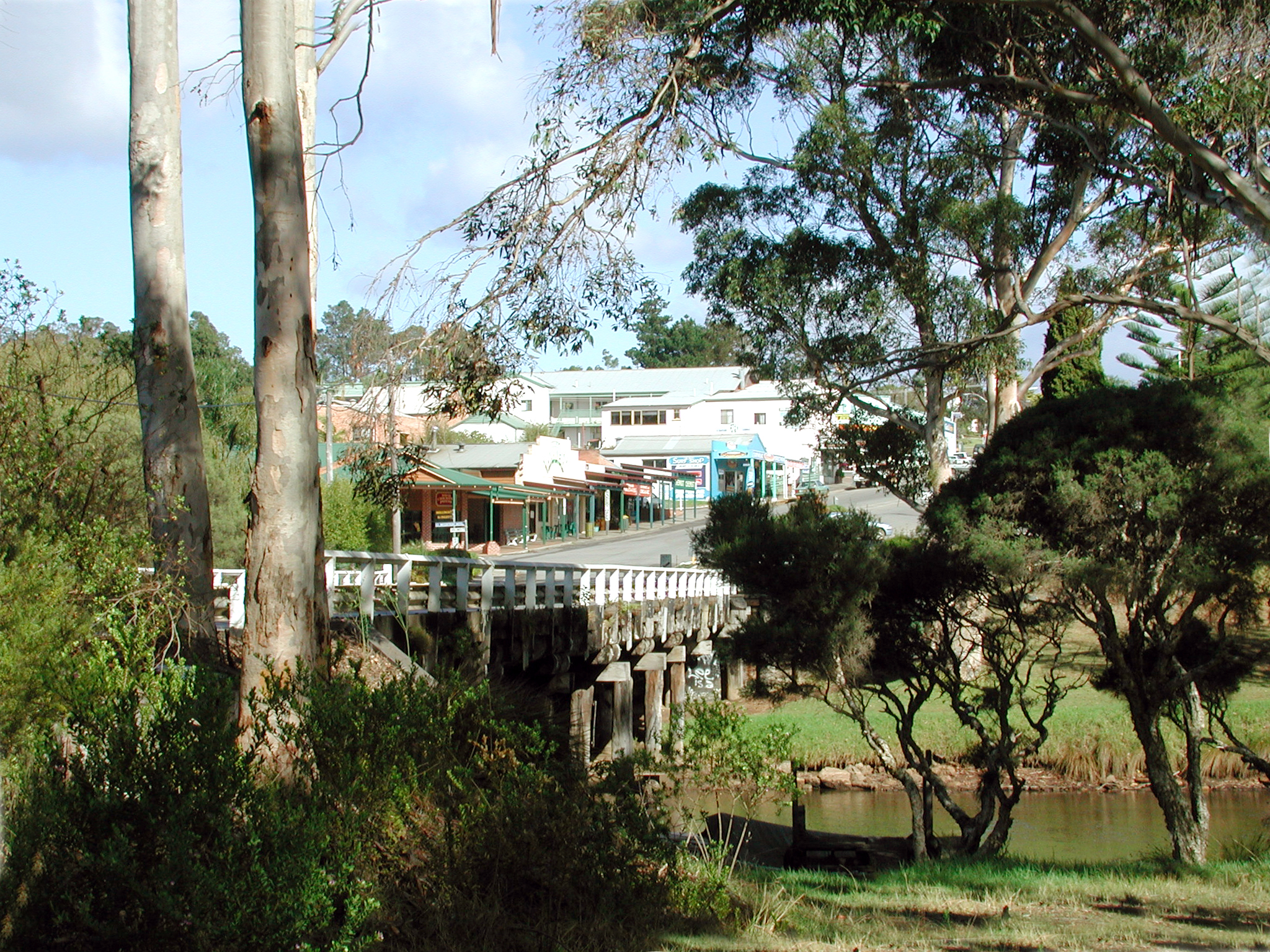
Denmark River mit der alten Holzbrücke

Die Region Denmark (Shire of Denmark) mit dem Ort Denmark befindet sich an der südwestlichen Küste Australiens. Der Ort liegt am gleichnamigen Denmark River, der über den Meeresarm Wilson Inlet in den Südlichen Ozean mündet. Der größte Teil des Gebiets besteht aus naturbelassenen Wäldern mit vielen immergrünen Hartlaubgewächsen. Prägend für die Siedlungsbereiche ist die Einbettung in naturnahe Wald- und Strauchlandschaften (sog. bushland). Hinzu kommt landwirtschaftliche Nutzung als Weideland und durch Obst- und Weinanbau. Aufzuführen sind in diesem Zusammenhang auch die sich noch ständig ausbreitenden Holzplantagen.
Umgeben von Klippen und Dünen befinden sich an der rund 100 km langen Küste außergewöhnlich schöne Strände. Denmark hat ein mediterranes Klima mit relativ trockenen Sommern und feuchten Wintern. Die durchschnittliche Tagestemperatur im Sommer beträgt 25 °C, im Winter 16 °C.
Der Ort Denmark ist von der Zentralregierung mit eigener Verwaltung ausgestattet. Die Gründung erfolgte 1895 als Holzfällersiedlung. Heute sind vor allem Landwirtschaft mit verarbeitenden Betrieben, Tourismus und Handwerk die wirtschaftliche Grundlage des Denmarkbereichs.

## Bevölkerung und wirtschaftliche Grundlagen

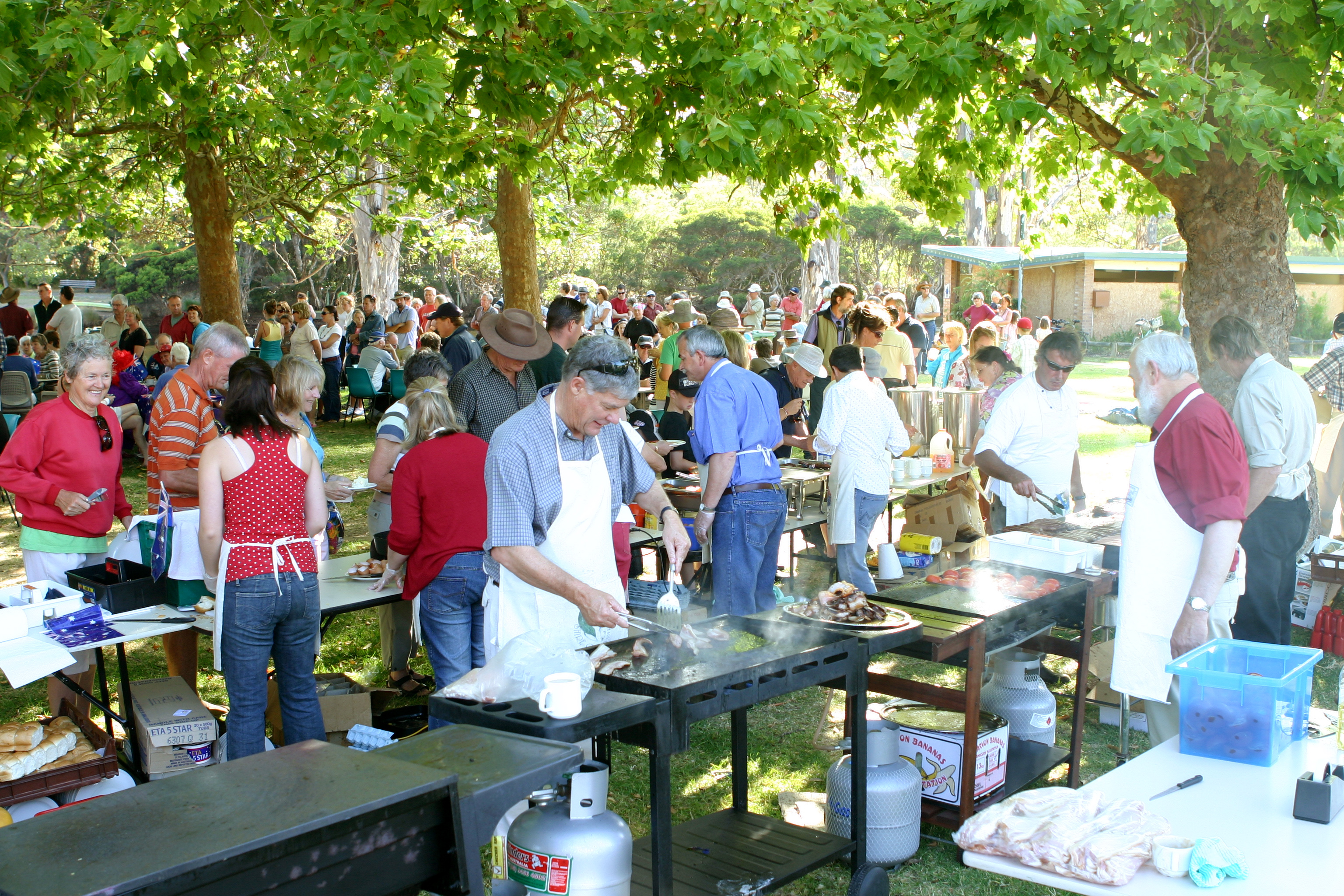
Australia Day im Berridge Park am Denmark River

Zunächst war Denmark eine typisch ländliche Gemeinde. Die Bevölkerung ernährte sich durch Holzwirtschaft, Obstanbau, Weidewirtschaft. Später kam der Weinanbau hinzu, denn Klima und Boden bieten beste Voraussetzungen dafür. Zu erwähnen sind in diesem Zusammenhang noch die Blue-Gum-Plantagen. Der schnell aufwachsende Eucalyptus globulus wird vor allem zu Holzschnitzeln verarbeitet, die in Japan, China, Indien lukrativ vermarktet und dort zu Papier verarbeitet werden. Die wachsende Baumplantagenwirtschaft wird aus ökologischer Sicht von vielen als problematisch angesehen.
Aus- und Weiterbildung im landwirtschaftlichen Sektor unterstützt ein Agrikulturcollege. Industrie im engeren Sinne gibt es nicht, sondern in mittelständischen Betrieben werden lediglich die gewonnenen Naturprodukte verarbeitet. Denmark hat keinen ausgebauten Hafen, dennoch entwickelte sich in bescheidenem Maße kommerzielle Fischerei.
Vor allem aber wurde im Laufe der Jahre zunehmend eine leistungsfähige Tourismusindustrie ausgebaut. Die malerischen Küsten mit ausgedehnten Stränden, die urigen und einzigartigen Wälder sind beliebte Ferienziele.
2006 war die letzte Volkszählung. Die Einwohnerzahl wächst aber laufend. 2008 ging man von rund 5.200 Einwohnern aus. Davon stammen 1 % von Ureinwohnern (Aborigines) ab, 70 % sind Nachkommen von Einwanderern. 12,3 % der heutigen Bevölkerung kamen als Neueinwanderer u. a. aus Großbritannien, 1,9 % aus Neuseeland, 1,2 % aus Deutschland, 1 % aus den Niederlanden. So ist die Bevölkerung mehr oder weniger bunt gemischt, geprägt durch mehrere Einwanderungswellen. Wir unterscheiden u. a. die Old Denmarkiens der ersten Einwanderungswellen, die sog. Group Settlers (kleine Siedlungsgemeinschaften von 10 oder 20 Familien mit unterschiedlicher religiöser Prägung und Nationalität), Soldier Settlers (als Siedler niedergelassene ehemalige Soldaten aus dem Ersten Weltkrieg), Leute aus der neueren Alternativen Bewegung, auch “Hippies”. Viele Einwanderer kamen auch allein auf sich gestellt, suchten und fanden in Australien eine neue Heimat. In diesem Zusammenhang sind auch die relativ wohlhabenden Einwohner im Ruhestand zu erwähnen. So ist zu verstehen, dass die heutige Bevölkerung in Lebensstil und Charakter recht unterschiedlich ist: ausgesprochene Individualisten neben in Glaubensgemeinschaften oder der alternativen Szene verwurzelten Einwohnern, durch künstlerisches Schaffen geprägte Leute und Bürger, die auf moderne Wissenschaft setzen.
Das alles prägt sich auch in den vielfältigen kulturellen Aktivitäten aus: Kunstmärkte, Ausstellungen, Konzerte, Workshops in örtlichen Gemeinden. Hier sind u. a. auch Schutz der einheimischen Flora und Fauna in natürlichen Biotopen und Umweltschutz zur Erhaltung der Lebensgrundlage der Menschen besondere Anliegen. In diesem Zusammenhang ist auch zu erwähnen, dass Denmark im Jahre 1998 den Titel der „Saubersten Gemeinde Australiens“ erhielt.

## Geschichte

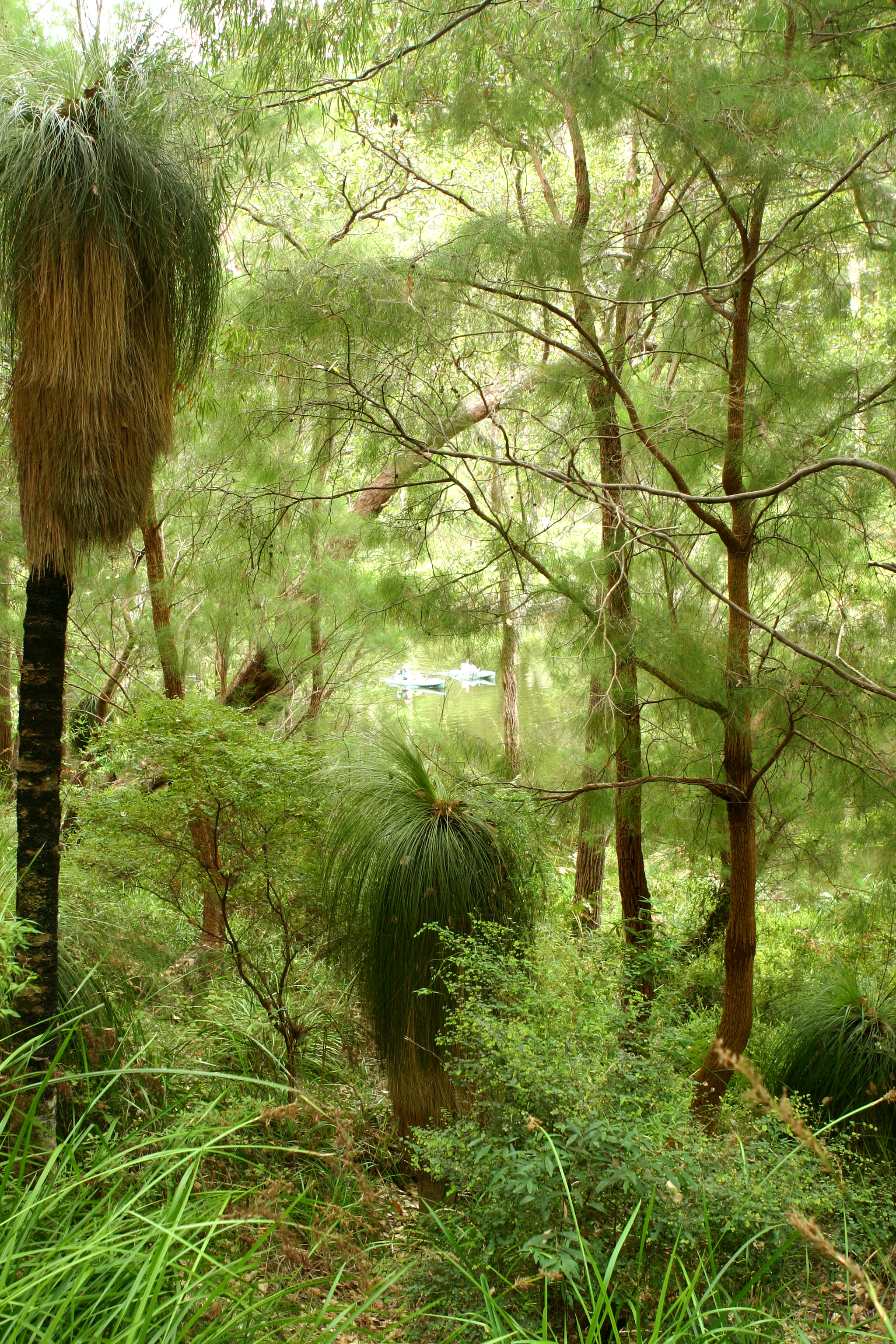
Monastery Landing am Frankland River zwischen Walpole und Denmark

1627 entdeckte der Niederländer François Thijssen die Südküste Australiens und benannte den Bereich von rund 1800 km zwischen dem heutigen Cape Leeuwin und dem Nuyts Archipel nach Pieter Nuyts, der ein hoher Angestellter der niederländischen East Indias Companie an Bord seines Schiffs war. Sein Name lebt weiter in Nuytsia floribunda mit der englischen Bezeichnung „Western Australian Christmas Tree“.
Zwei Jahrhunderte später, als die ersten Weißen den Bereich Denmark besiedelten, war das Gebiet von Ureinwohnern, den Noongar bewohnt. Die Clans dieser Aborigines lebten zu dieser Zeit im Südwesten Australiens. Sie nannten die Bucht mit dem Fluss Denmark Kurrabup, „Ort wo man zurückkehrt“. Zahlreiche kulturell bedingte Interessenkonflikte mit den britischen Siedlern und die verheerende Auswirkung neuer Infektionskrankheiten führten zum drastischen Rückgang der indigenen Bevölkerung. Anfang des 20. Jahrhunderts verschwanden die Noongar aus dem Denmark-Bereich.
Obwohl der Süden Australiens von den Holländern entdeckt wurde und noch ein Jahrhundert Teile von Westaustralien als Nieuw Holland (dt.: Neuholland) zumindest in niederländischen Landkarten vermerkt waren, erfolgte die Besiedlung nicht von Holländern, sondern von den Briten. Die Holländer konzentrierten sich auf Kolonialbereiche im rohstoffreichen Indonesien. Die Briten aber kolonisierten in schneller Folge um 1825 ganz Australien, um so französischen Interessen zuvorzukommen. Und damit verschwanden weitgehend niederländische Ortsbezeichnungen wie Nuyts Land, Eendrachtsland, De Wit’s Land oder wurden anglisiert. Nur einige Namen überlebten, wie zum Beispiel Arnhemland und Kap Leeuwin.
Der Fluss Denmark wurde erst 1829 von dem Marinearzt Thomas Braidwood Wilson entdeckt. Wilson, der ihm bei dieser Expedition assistierte, berichtete unter anderem über Bodentypen und die imposanten Eucalyptusbäume, benannte auch den Fluss nach seinem Kollegen und Freund, dem englischen Doktor Alexander Denmark. Der Name Denmark hat also nichts mit Dänemark in Europa zu tun, was bei Unkenntnis der Entdeckungsgeschichte unter Umständen naheliegen könnte, weil später auch viele Arbeiter aus Skandinavien einwanderten und in der einträglich gewordenen Waldwirtschaft tätig waren.
Um 1885 wurden viele Pachtverträge zur Holznutzung geschlossen. Im Laufe von 15 Jahren hatte die Holzwirtschaft in Denmark ihren Höhepunkt, und die Einwohnerzahl wuchs in diesem Zeitraum auf rund 2000 Einwohner an. Die damals neu gebaute Eisenbahnstrecke von Denmark nach Albany diente dem Transport von Karri-Holz. Das Holz dieser riesigen Eukalyptusbäume hatte in der Bauwirtschaft und Möbelherstellung damals große Bedeutung. Die Dachstühle vieler Häuser in England wurden zum Beispiel aus Karri-Holz gezimmert und sogar Straßen in London damit gepflastert.
Aber sehr bald führte Raubbau zum Zusammenbruch dieser Holzwirtschaft. Die Einwohnerzahl sank drastisch und erholte sich erst wieder, als um 1920 Einwanderungskampanien der sog. Groupsettler-Bewegung griffen. Es entstanden auf den gerodeten Flächen von ca. 40 ha viele kleine landwirtschaftliche Familienbetriebe, die mit Weidewirtschaft und Obstanbau aber letztlich nur ein ärmliches Leben fristeten. Viele mussten wieder aufgeben und verdienten dann u. a. den Lebensunterhalt in Sägewerken. Um 1960 war die Bevölkerung wieder auf rund 1500 Einwohner angewachsen. Denmark wurde auch attraktiv für Leute, die einen alternativen Lebensstil suchten, und für hinreichend kapitalkräftige Rentner und Frührentner. Winzer entdeckten den Wert des lehmigen "Karri"-Bodens, bauten Riesling- und Chardonnay-Trauben an. Und schon bald kamen weitere Rebsorten hinzu. So wurde in 50 Jahren Denmark zu einem Weinbaugebiet von einiger Bedeutung. Im Jahre 2008 entstanden an die 25 neue Weinberge.
Der Tourismus nahm im Zweiten Weltkrieg mit der Stationierung amerikanischer Soldaten in Albany seinen Anfang, als diese u. a. Ausflüge nach Denmark machten. Souvenirs und Restaurants waren zunehmend gefragt. Nach dem Krieg wurde Denmark auch für Australier ein beliebtes Urlaubsziel. Die attraktiven ausgedehnten Strände, die Gebiete mit ursprünglicher und einzigartiger Vegetation, die Nationalparks bieten sich für vielfältige Freizeitaktivitäten an. Das sind die Grundlagen für weiteres Bevölkerungswachstum.

## Flora und Fauna

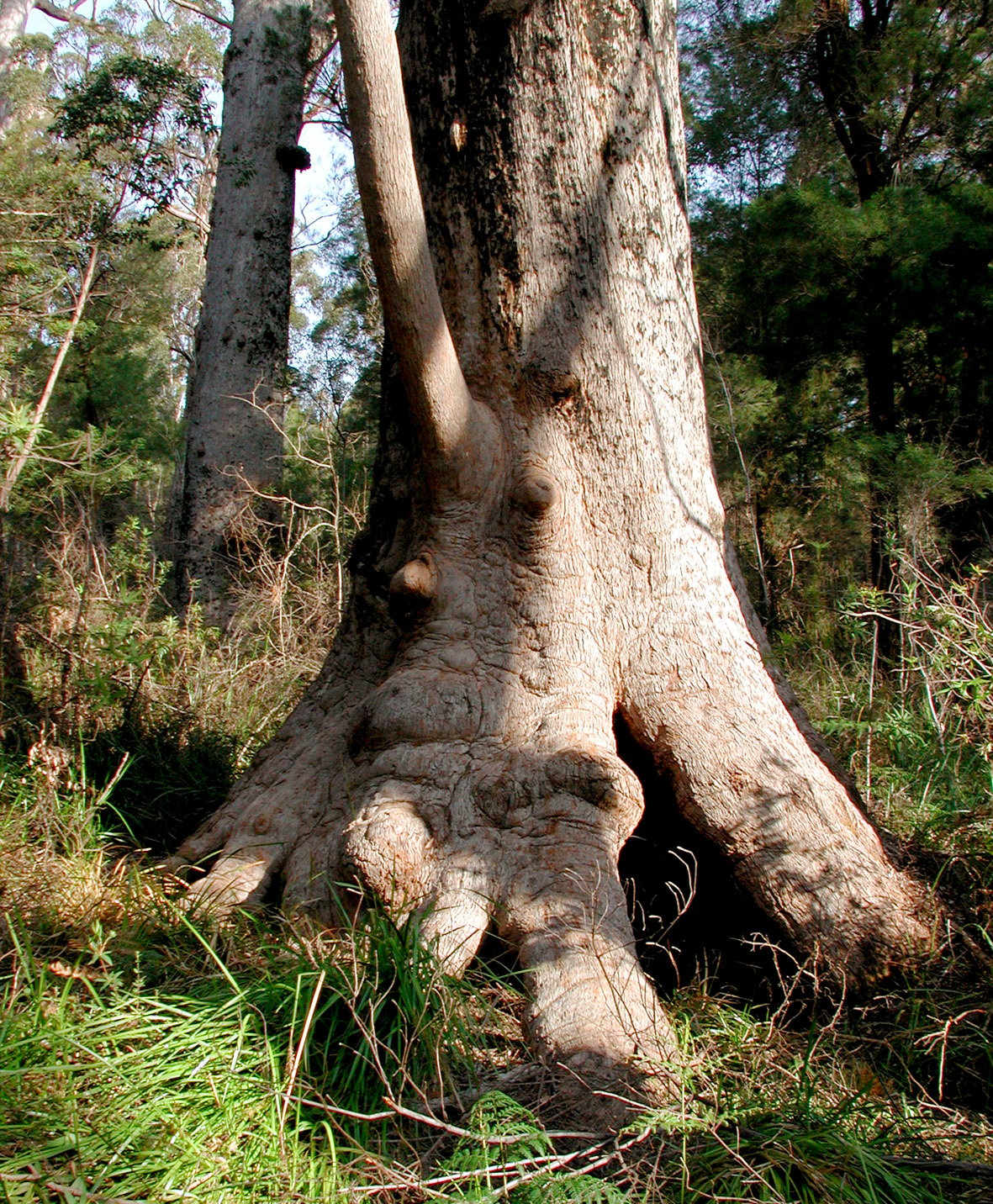
Ein Tingle Tree, ein riesiger Eukalyptusbaum im Valley of the Giants. Westlicher Bereich von Denmark in der Nähe von Walpole

Der Ort Denmark und die landwirtschaftlichen Nutzflächen sind umgeben von einer einzigartigen und grandiosen Waldlandschaft. Der artenreiche Wald wird vor allem durch Eukalyptusbäume wie "Marri", "Karri", "Jarrah", "Red Tingle" geprägt.
Die "Red Tingles" erreichen Höhen von 60 Metern. Geradezu ein Naturwunder ist der "Red Flowering Gum", wenn diese Eucalyptusart scharlachrot in Blüte steht.
Tausende Spezies von Wildblumen sind vor allem im Frühjahr zu sehen, darunter auch Orchideen. Viele der Arten sind typisch für das Denmark-Areal und wachsen nur dort.
Vielfältig ist die Vogelwelt u. a. mit dem niedlichen blauen Staffelschwanz, mit Ibissen, Flötenvögel, Papageien, dem Emu. Der Emu ist in ganz Australien außerhalb dicht bewaldeter und dicht besiedelter Gebiete zu finden, wird z. T. auch in Farmen gehalten. Auffällig sind auch die vielen Reptilien und die für Australien so typischen Beuteltiere wie das graue Känguru, Bandicoot und Opossum. Im nahen Südlichen Ozean besuchen Wale auf ihrem Weg nach Norden in jedem Jahr Orte wie Albany und Denmark und sind Delfine und Robben zu beobachten. Und im Wasser leben viel Fischarten.

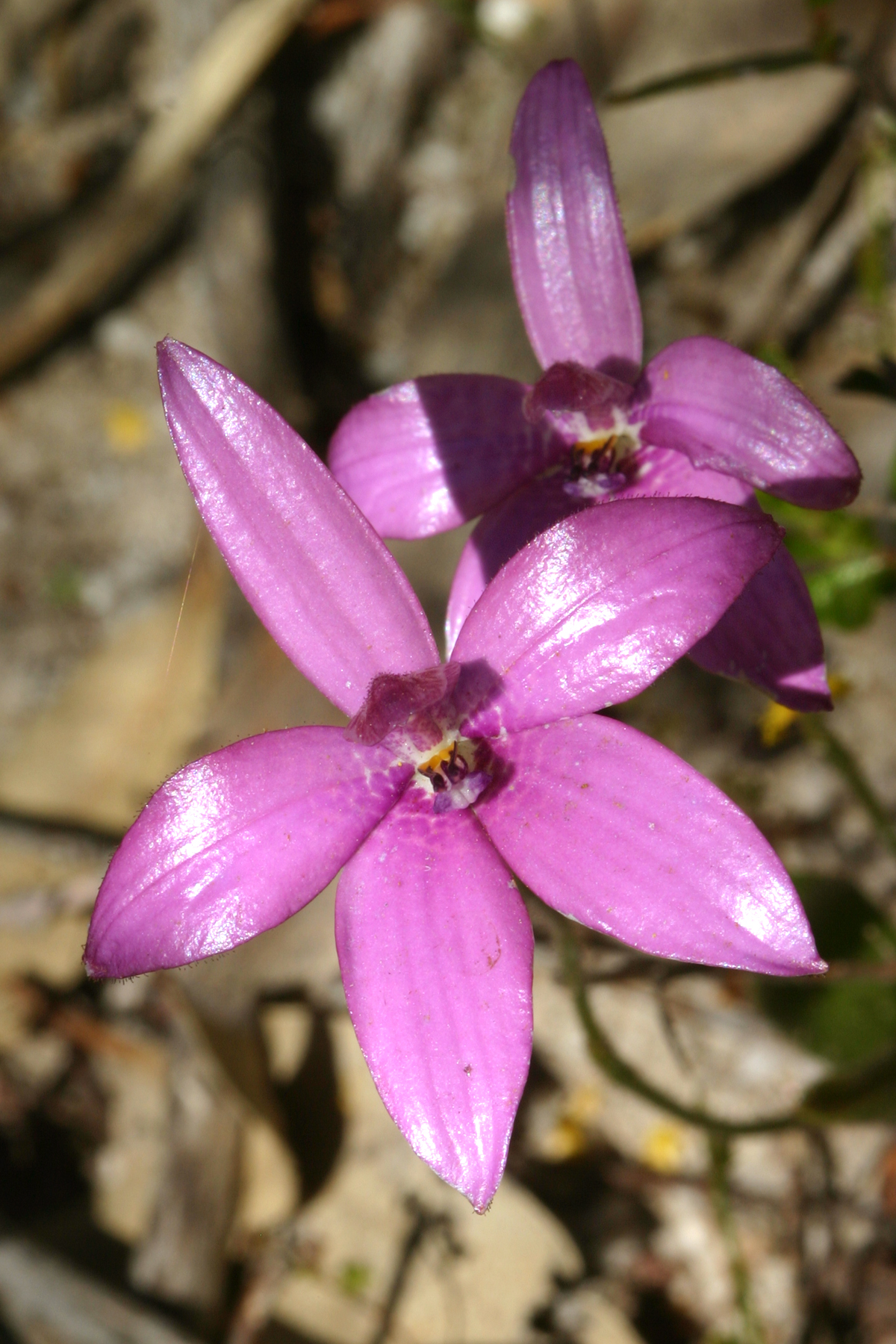
Pink Enamel Orchid
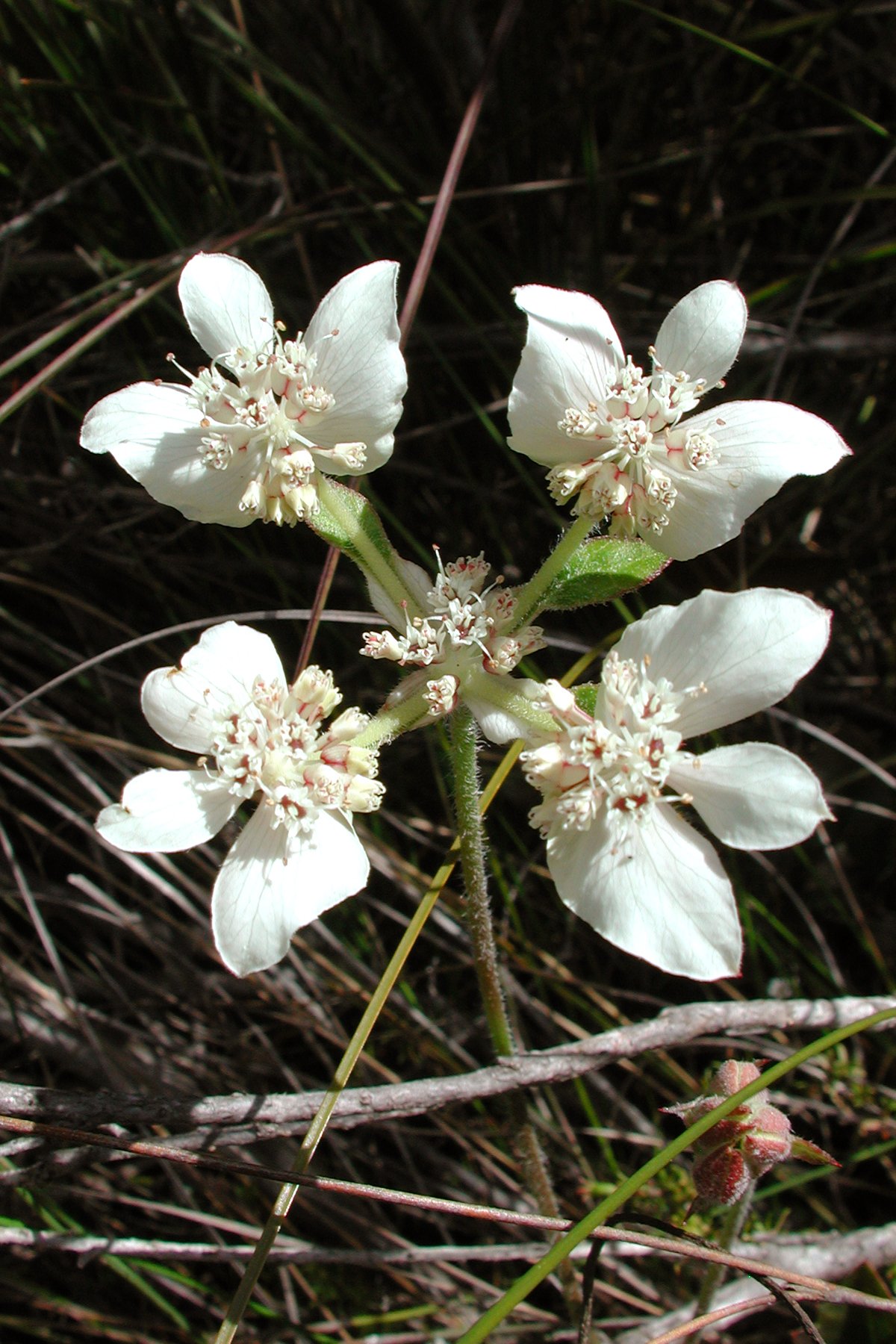
Southern Cross
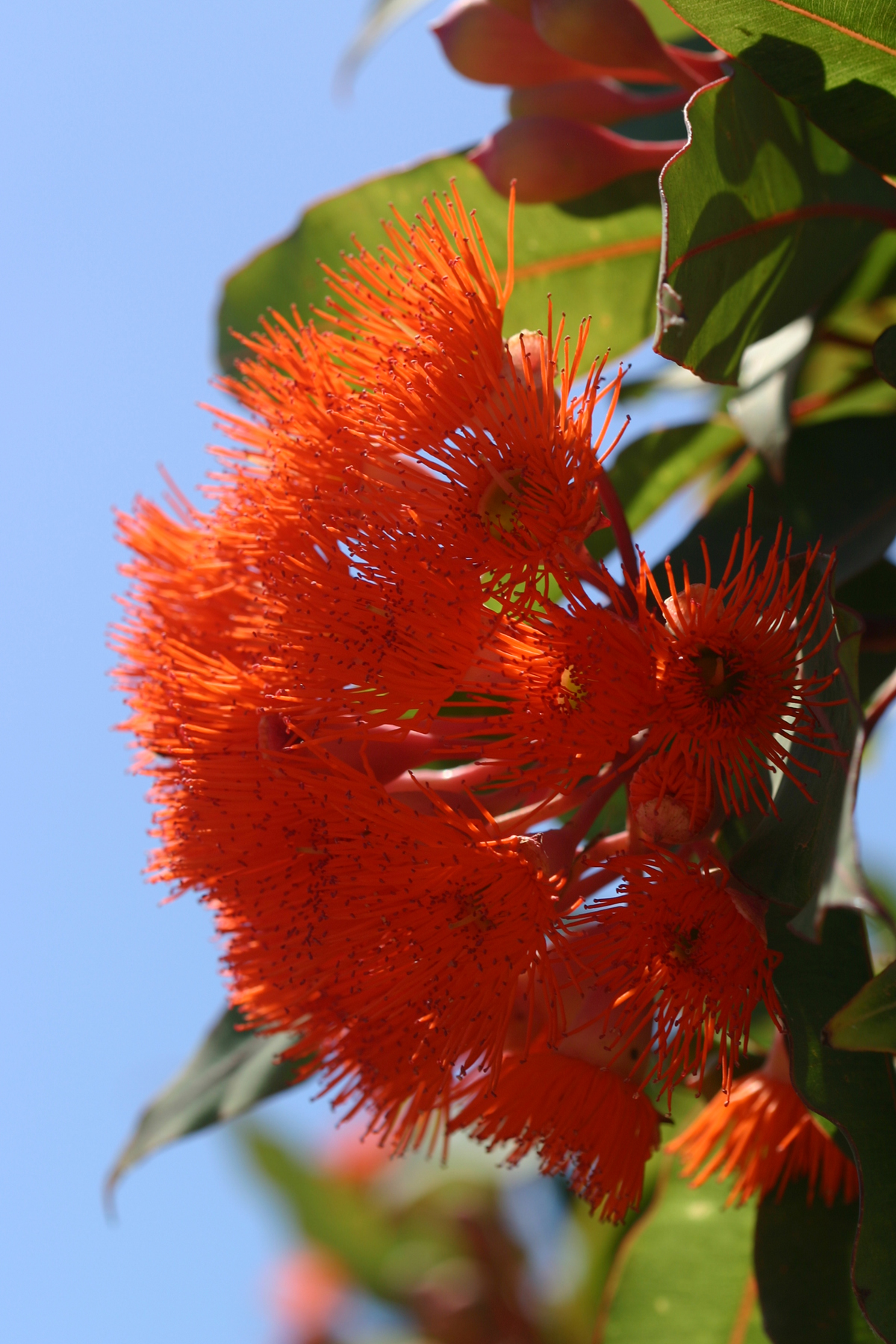
Red-flowering Gum
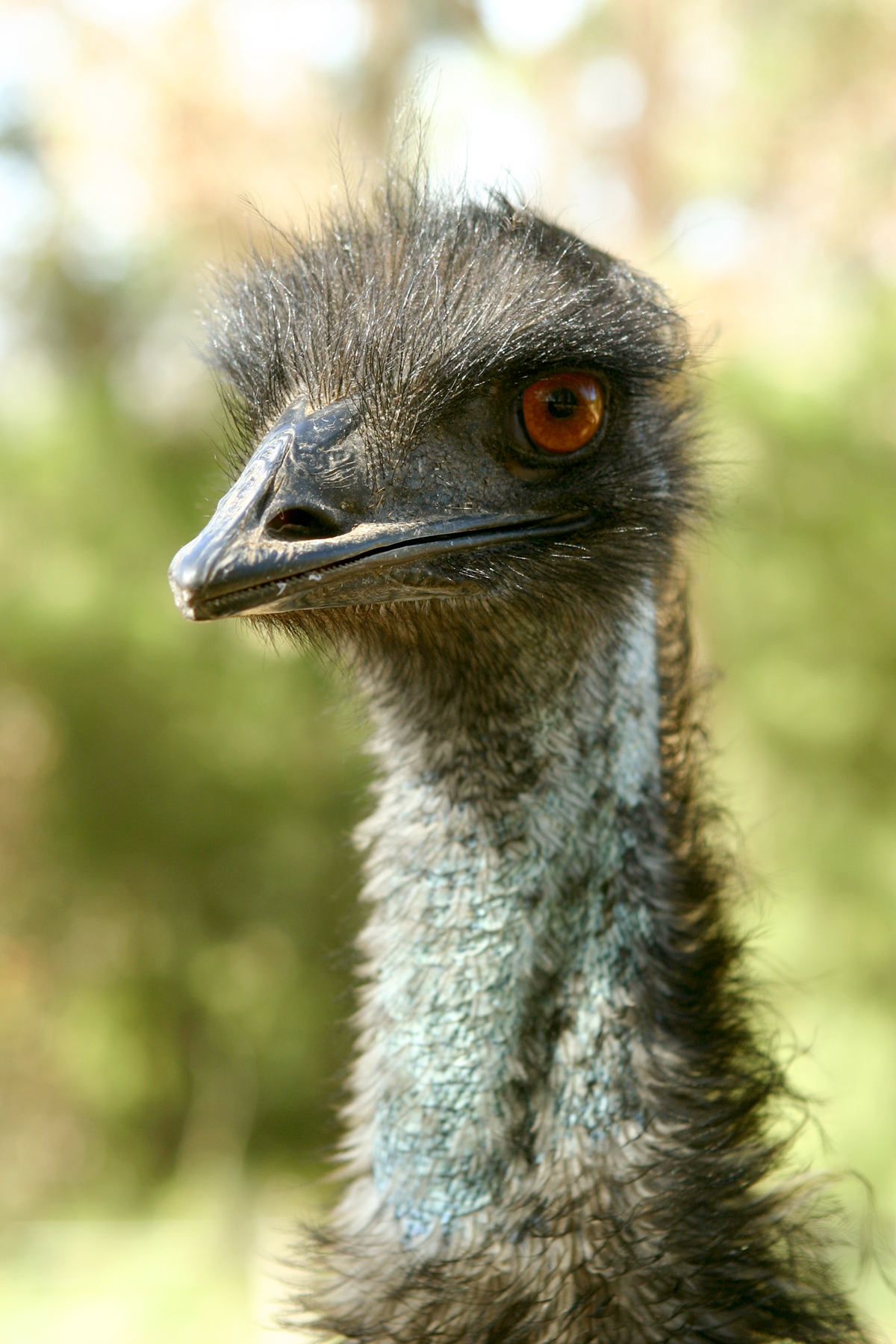
Emu
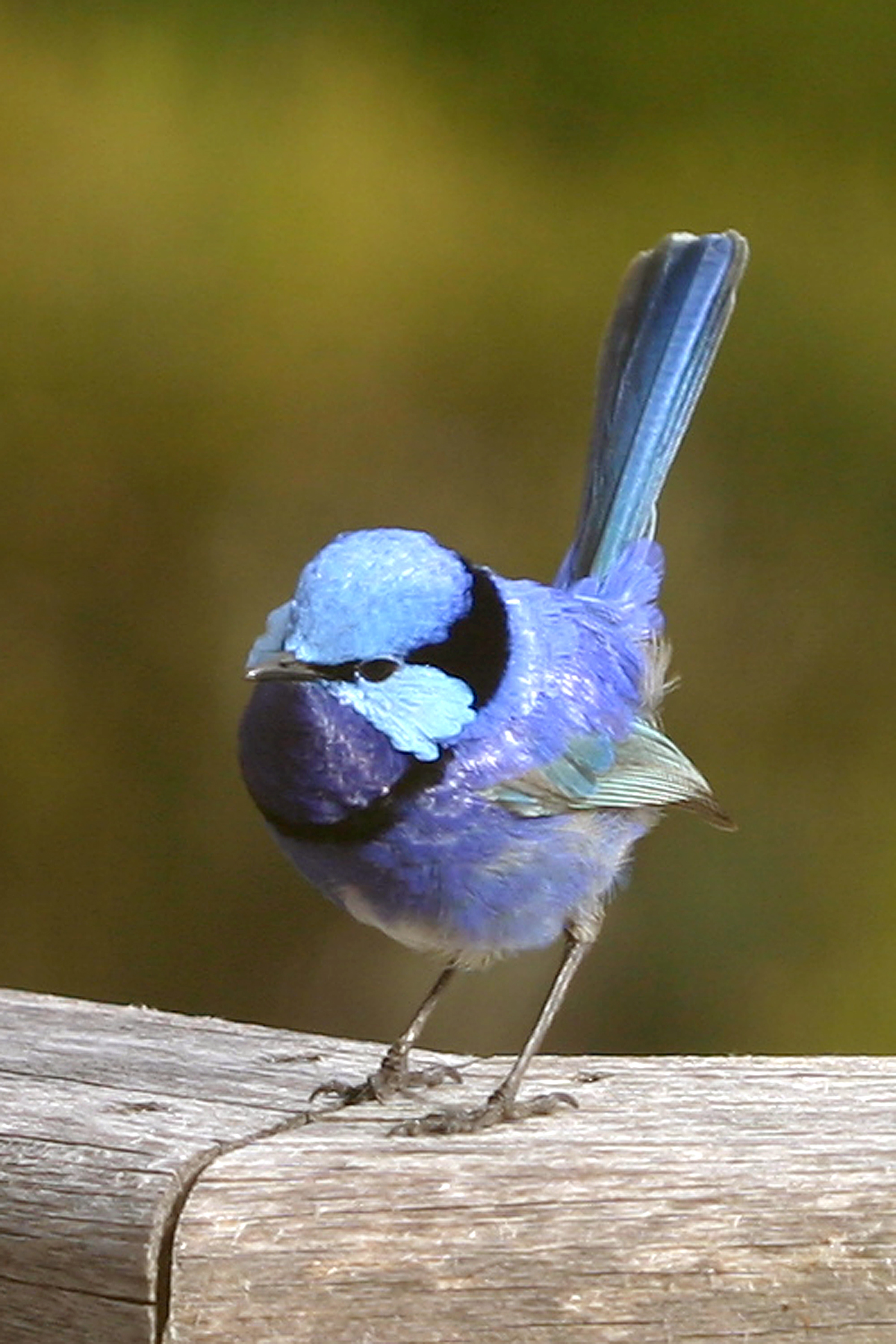
Türkisstaffelschwanz

## Der Ort Denmark

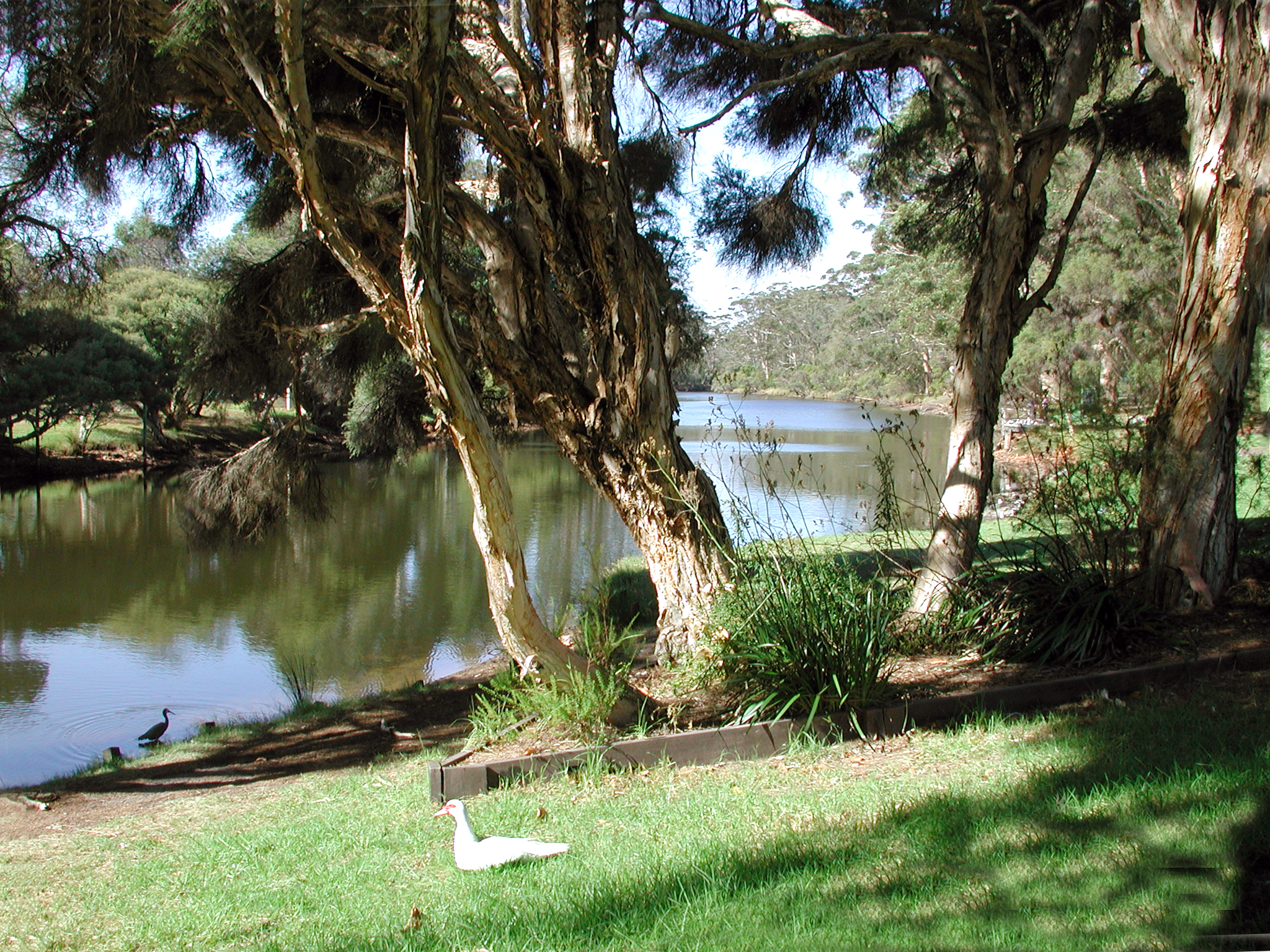
Berridge Park im Ort Denmark, direkt am Denmark River

Denmark liegt am South Coast Highway und hat für kleinere Flugzeuge einen Airport. Denmark ist auch durch eine öffentliche Buslinie mit anderen Städten verbunden.
Die Lage am Denmark River mit den alten Brücken und der vielfältigen Vegetation selbst im Innern des Ortes gibt der Gemeinde ein sehr malerisches Aussehen. Einige alte Gebäude stammen noch aus der Pionierzeit, zum Beispiel die hölzerne anglikanische Kirche. Das älteste und erhalten gebliebene Gebäude befindet sich auf der Strickland Street, der Einkaufsstraße im Zentrum des Ortes.
Denmark hat auch ein historisches Museum, das mit vielfältigen Exponaten die Entwicklung des Areals veranschaulicht.
In der Nähe der Mündung vom Denmark River befindet sich noch eine sehr alte hölzerne Eisenbahnbrücke. Dort laufen mehrere Wanderwege zusammen u. a. auch der bekannte Bibbulmun Track, der Perth und Albany verbindet.
Alle 14 Tage gibt es sonntags in Denmark im Stadtzentrum einen großen Markt. Hier findet man ein reichhaltiges Angebot von Obst und Gemüse aus der nahen Umgebung. Auch Handwerker bieten ihre Arbeiten an. Der Urlauber erlebt hier sehr unmittelbar Land und Leute, Lokalkolorit. Aber die Höhepunkte bilden die großen Märkte um Weihnachten und Ostern im Berridge Park am Ufer des Flusses Denmark. Hier prägen die Kunsthandwerker und Künstler das bunte Marktgeschehen. Die Leute schlendern zwischen den Ständen, kaufen nach sorgfältiger Prüfung oder erfreuen sich lediglich an den so vielfältigen und schönen Dingen. Viele sitzen auf dem Rasen oder in Pavillons und genießen so die schöne Atmosphäre oder verfolgen Darbietungen.

## Tourismus

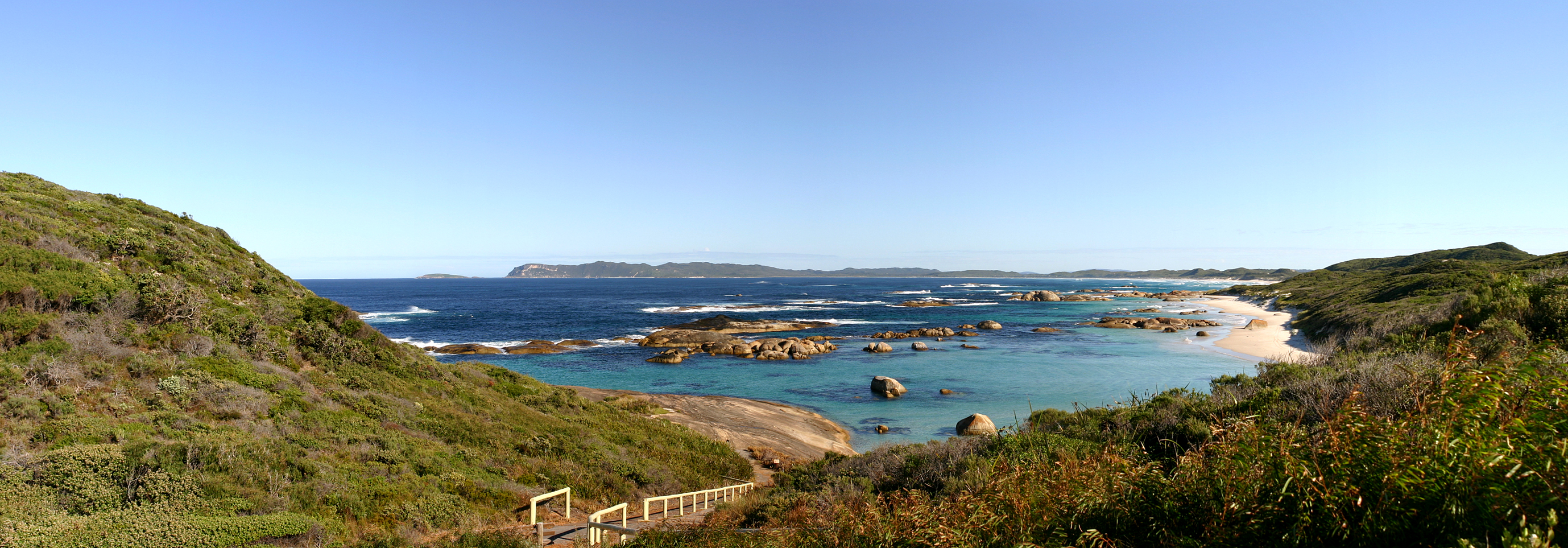
Greens Pool im William-Bay-Nationalpark

2007 hat die Gemeinde Denmark das Informationszentrum (Denmark Visitor Centre) für Besucher neu gestaltet. Hier erhalten die Gäste Hinweise für Reservierungen und Unterkünfte. Hier können die Touristen alle wichtigen Informationen für Rundreisen zu Sehenswürdigkeiten bekommen, den Besuch von Nationalparks zum Beispiel. Sie können sich Tipps für Wanderungen holen und sich vor allem durch umfangreiches Material über das ganze Areal informieren und sich so zu Unternehmungen anregen lassen. Hier erhält der Besucher zudem Informationen über lokale Erzeugnisse, über Weingüter, Restaurants, weitere Einkaufsmöglichkeiten. Auch eine Holzdrechsler-Werkstatt ist am Ort, in der das handwerkliche Können demonstriert wird.
Urlaub in einer einzigartigen Landschaft: Das milde Klima, die Ruhe, unberührte Natur machen Denmark zunehmend zu einem begehrten Ferienziel für Australier und Touristen aus fernen Ländern. Auch die Bevölkerungszahl nimmt ständig zu. Die Menschen finden hier ihr Auskommen in dem aufwachsenden Ort. Und nicht nur die Touristen genießen die langen unberührten Strände an der pittoresken Küste, das kristallklare Wasser des Südlichen Ozeans. Die einlaufenden Wellen sind geradezu ein Paradies für Surfer. Wanderwege führen den Naturliebhaber in eine hügelige Landschaft mit ursprünglicher Vegetation, Wälder mit Baumriesen, und überall sieht der Wanderer vor allem im Frühjahr eine Fülle wild wachsender Blumen.
Die Umwelt und insbesondere die Nationalparks werden sorgfältig überwacht und durch zukunftsorientierte moderate Eingriffe gepflegt, soweit das überhaupt nötig ist. So erlebt der Wanderer zum Beispiel auf dem Tree Top Walk (eine Beobachtungsplattform in den Baumwipfeln) im Valley of the Giants, einen Wald mit majestätischen Karribäumen und Red Tingles. Das Tal liegt im westlichen Teil Denmarks in der Nähe von Nornalup.